# Districtul Dolný Kubín

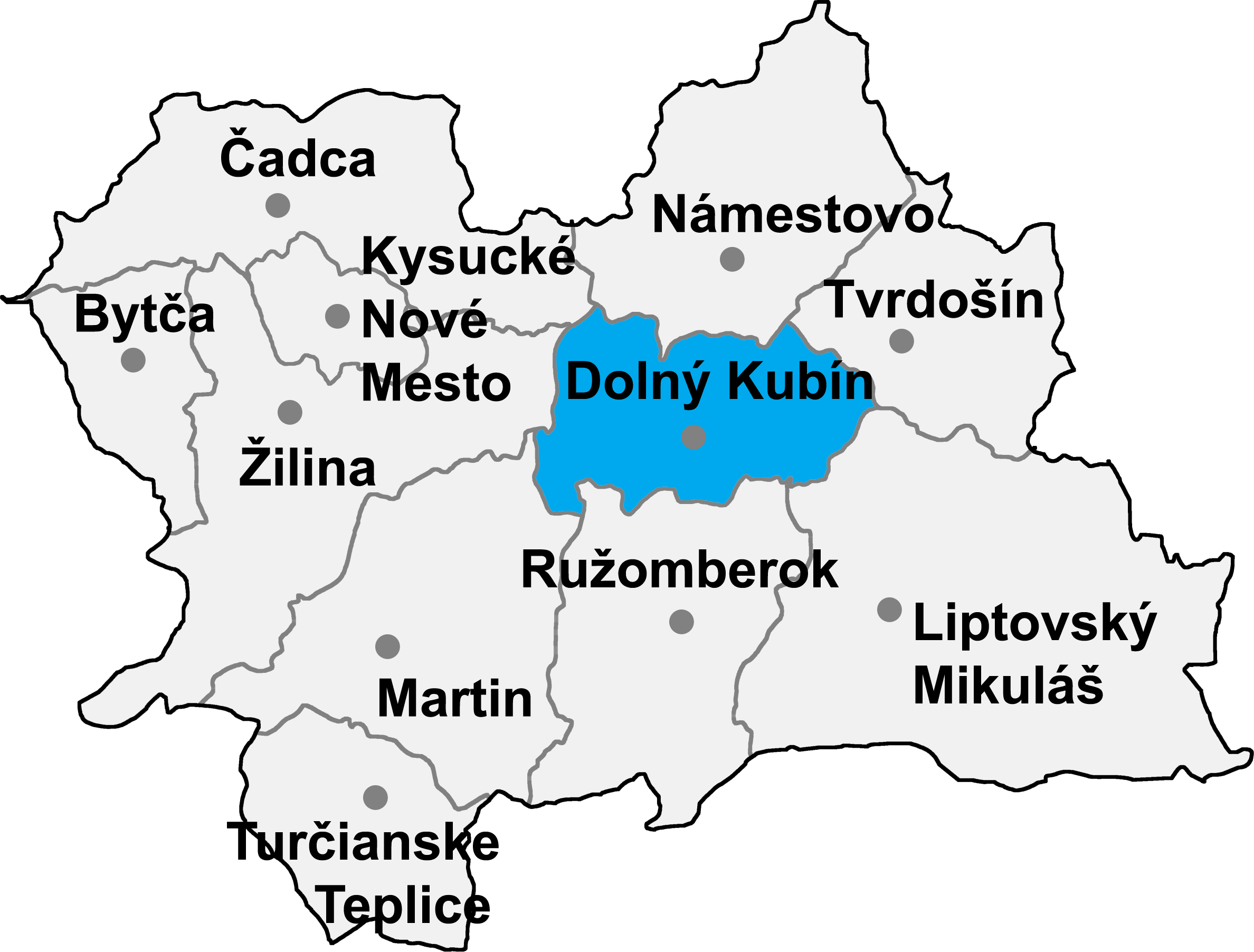
Districtul Dolný Kubín

Districtul Dolný Kubín (okres Dolný Kubín) este un district în Slovacia centrală, în Regiunea Žilina. 

## Demografie
| An:                | 1994   | 2004   | 2014   | 2024   |
| ------------------ | ------ | ------ | ------ | ------ |
| Număr de persoane: | 38.497 | 39.458 | 39.469 | 38.726 |
| Diferență:         |        | +2,49% | +0,02% | −1,88% |

| An:                | 2023   | 2024   |
| ------------------ | ------ | ------ |
| Număr de persoane: | 38.734 | 38.726 |
| Diferență:         |        | −0,02% |

## Comune
- Bziny
- Dlhá nad Oravou
- Dolný Kubín
- Horná Lehota
- Chlebnice
- Istebné
- Jasenová
- Kraľovany
- Krivá
- Leštiny
- Malatiná
- Medzibrodie nad Oravou
- Oravská Poruba
- Oravský Podzámok
- Osádka
- Párnica
- Pokryváč
- Pribiš
- Pucov
- Sedliacka Dubová
- Veličná
- Vyšný Kubín
- Zázrivá
- Žaškov